# Aeródromo Bellavista
El Aeródromo Bellavista (OACI: SCBV) es un terminal aéreo ubicado cerca de Río Claro, en la Provincia de Talca, Región del Maule, Chile. Es de propiedad privada.